# I-402
L'I-402 è stato uno dei tre sommergibili portaerei oceanici di classe I-400 (Sen Toku secondo la classificazione giapponese) completati, appartenente alla marina imperiale giapponese. Questi tre sottomarini, ognuno dei quali poteva trasportare tre idrovolanti Aichi M6A Seiran, sono stati sviluppati e costruiti durante la seconda guerra mondiale e sono stati i più grandi sottomarini mai realizzati prima dello sviluppo dei sottomarini nucleari.
Nel 1942, il Giappone aveva pianificato la costruzione di 18 sottomarini di questo tipo con l'intenzione di portare attacchi alla costa orientale statunitense e allo sbocco orientale del canale di Panama. Tuttavia, a causa delle forti perdite di navi della flotta nipponica e alla sempre maggiore scarsità di materie prime, fu deciso infine di mettere in cantiere solo cinque di essi. A partire dal 1944, erano stati costruiti solamente tre sottomarini di classe Sen Toku: l'I-400, costruito a Kure, e l'I-401 e l'I-402, costruiti a Sasebo.
Entrato in servizio solo alla fine della guerra, l'I-402 non prese mai parte a nessun combattimento e fu confiscato e poi distrutto dagli Stati Uniti d'America una volta terminato il conflitto.

## Caratteristiche

Pianta e sezione di un sottomarino di classe I-400.

L'I-402 era spinto da quattro motori diesel da 1 680 kW (2 250 hp) e trasportava carburante sufficiente ad effettuare una volta e mezzo il giro del mondo, abbastanza quindi per attaccare gli Stati Uniti d'America sia da est che da ovest. Lungo in tutto 122 m e largo al massimo 12, l'I-402 e aveva una stazza, in immersione, di circa 6 600 tonnellate (circa 5 300 in emersione), più del doppio dei più comuni dei sottomarini statunitensi. La caratteristica peculiare dell'I-402, così come degli altri sottomarini della sua classe, era però quella di poter trasportare tre aerosiluranti Aichi M6A Seiran. L'I-402 aveva una sezione a forma di otto, progettata per fornire una forza aggiuntiva necessaria a sopportare l'hangar cilindrico in cui erano ospitati i tre velivoli. Tale hangar, lungo 31 m e dal diametro di 3,5, era posto sul ponte superiore e al centro dello scafo, e per potergli fare spazio, si era necessario spostare la torre di comando era verso babordo. Secondo il progetto originale, per poter alloggiare i Seiran all'interno dell'hangar, le ali dei velivoli dovevano essere piegate all'indietro, gli stabilizzatori orizzontali piegati verso il basso e la punta dello stabilizzatore verticale dell'impennaggio ripiegata, in modo tale che il profilo frontale dell'aeromobile stesse all'interno del diametro della sua elica. I Seiran erano lanciati da una catapulta da 36 m posta sul ponto del sottomarino e potevano tutti quanti essere pronti al lancio in 45 minuti (per facilitarne il montaggio al buio, i punti di assemblaggio dei velivoli erano stari rivestiti con una vernice fluorescente).
In aggiunta ai tre aerosiluranti, l'armamento dell'I-402 era costituito 10 cannoni navali antiaereo 25 mm Type 96 (uno singolo e tre affusti trinati) e un cannone navale 14 cm/40 Type 11, unitamente a venti siluri Type 95 che potevano essere sparati da otto tubi da 533 mm posti a prua.
Durante la sua costruzione, però, i progetti bellici della marina imperiale giapponese cambiarono radicalmente e di conseguenza cambiò l'utilizzo previsto dell'I-402 che fu quindi convertito in una petroliera sottomarina, non arrivando mai ad ospitare degli aerei al suo interno.

## Impiego
Come detto, l'I-402 non fu mai utilizzato in alcuna battaglia. Originariamente pensato per essere utilizzato assieme agli altri sottomarini di classe I-400 nell'Operazione PX, che prevedeva di attaccare la costa occidentale degli Stati Uniti d'America bersagliando poi con armi batteriologiche città come Los Angeles e San Diego, oltre a bloccare il canale di Panama (secondo alcune fonti l'obbiettivo dell'operazione era invece la costa orientale statunitense, da raggiungere attraversando l'oceano Indiano e doppiando il capo di Buona Speranza, che sarebbe risultata maggiormente sguarnita, per poi attaccare città come New York e Boston), l'I-402 fu trasformato durante la costruzione in una petroliera sottomarina quando i vertici militari giapponesi si resero conto che la situazione del Giappone si era fatta ormai disperata e che era vicina un'invasione del paese da parte degli USA, e quando divenne prioritario l'approvvigionamento di carburante per aeromobili dalle Indie orientali.
L'I-402 fu dunque varato il 24 luglio 1945, dopo circa 10 mesi dall'inizio della costruzione, e al suo comando fu posto, come già deciso nel marzo precedente, il comandante Nakamura Otoji. L'11 agosto 1945, alcuni North American P-51 Mustang partiti da Iwo Jima effettuarono un raid sul distretto navale di Kure, dove il sottomarino era stato dislocato, colpendo tra le altre cose l'I-402, che non riportò comunque gravi danni, anche se il suo serbatoio principale fu fessurato in due punti.
Quando, il 15 agosto seguente, l'imperatore Hirohito annunciò la fine delle ostilità e la resa del Giappone, l'I-402 si trovava ancora nel porto di Kure.

## Dopo la fine della guerra
Alla fine della seconda guerra mondiale, l'I-402 e molti altri sottomarini, compresi gli altri due della sua classe, furono confiscati dalla marina militare statunitense. Nell'ottobre 1945, l'I-402 furono trasportato nella baia di Sasebo per poter essere ispezionato e studiato. Quando però anche l'Unione Sovietica comunicò di aver pianificato l'invio di ispettori per studiare la tecnologia dei quei maestosi natanti, al fine di tenere i sovietici all'oscuro dei segreti dei sottomarini di classe I-400 e di altri armamenti giapponesi, gli USA avviarono l'Operazione Road's End, come parte della direttiva che prevedeva l'affondamento e la distruzione di gran parte della flotta giapponese, inclusi tutti i sottomarini, anche se ancora in cantiere. Così, il 1º aprile 1946, l'I-402 e altri 23 sottomarini giapponesi furono portati al largo della costa delle isole Gotō. Qui, il sottomarino fu dapprima utilizzato come bersaglio per un'esercitazione della USS Everett F. Larson e di altre navi da guerra e, infine, fu riempito di Composto C e fatto esplodere, e quindi affondare.
Grazie a una ricognizione del 2015, sono state confermate le posizioni dei relitti dell'I-402 e degli altri 23 sottomarini giapponesi affondati nel corso della sopraccitata operazione, i quali giacciono oggi a 200 metri di profondità.